# Spectrum HoloByte
Spectrum HoloByte était une société américaine de développement et d'édition de jeu vidéo. Fondée en 1983 à Alameda en Californie, elle est une filiale de Mirrorsoft, compagnie anglaise appartenant à Robert Maxwell.
Spectrum HoloByte achète, en 1993, MicroProse. 
La compagnie est finalement rachetée en 1998 par Hasbro Interactive qui fait fermer les studios d'Alameda l'année suivante.

## Jeux par années
1983
- GATO

1984
- Soko Ban

1986 
- Tetris

1987
- PT-109
- Solitaire Royale

1988
- Falcon AT
- Orbiter

1990
- Flight of The Intruder
- Stunt Driver

1991
- Crisis in The Kremlin
- Falcon 3.0
- Super Tetris
- Tank
- Welltris

1992
- Tetris Classic
- Wordtris

1993
- Chess Maniac 5 Billion and One
- Faces: Tris 3
- Iron Helix

1994
- Breakthru!
- Bloodnet
- WildSnake

1995
- ClockWerx
- Star Trek: The Next Generation - A Final Unity
- Orion Conspiracy

1996
- Qwirks
- Top Gun: Fire at Will

1997
- Knight Moves